# Węgrzce Wielkie
Węgrzce Wielkie – wieś w Polsce położona w województwie małopolskim, w powiecie wielickim, w gminie Wieliczka.
W roku 2021 we wsi mieszkało 2937 osób, z czego 50,4% mieszkańców stanowiły kobiety, a 49,6% mężczyźni. 
Liczba mieszkańców ciągle wzrasta w związku z coraz liczniejszym osiedlaniem się ludności miejskiej. Węgrzce Wielkie położone są ok. 6 km na północ od Wieliczki i ok. 16 km na południowy wschód od centrum Krakowa. Zlokalizowane są na trasie Kraków – Niepołomice. Miejscowość należy do aglomeracji miasta Krakowa. We wsi znajduje się stacja kolejowa na trasie linii kolejowej 91 Kraków Główny – Medyka. Od 1934 do 1941 roku istniała zbiorowa gmina Węgrzce Wielkie.

## Części wsi
| SIMC    | Nazwa     | Rodzaj    |
| ------- | --------- | --------- |
| 0341712 | Brody     | część wsi |
| 0341729 | Dąbrowy   | część wsi |
| 0341735 | Gościniec | część wsi |
| 0341741 | Krupy     | część wsi |
| 0341758 | Lizawki   | część wsi |
| 0341764 | Wzory     | część wsi |

## Początki wsi oraz etymologia nazwy
W X wieku przez Węgrzce Wielkie przebiegał trakt handlowy łączący Ruś i Węgry z Krakowem. Prawdopodobnie istniały tutaj także liczne osady węgierskie – stąd nazwa wsi Węgrzyce, która aż do przełomu XIX i XX w. obejmowała trzy wioski: dzisiejsze Węgrzce Wielkie, Strumiany i Małą Wieś.

## Infrastruktura
- Szkoła Podstawowa im. Janusza Korczaka,
- pawilon wielofunkcyjny, w którym odbywają się liczne uroczystości związane z życiem społecznym,
- oddział biblioteki publicznej, mający swoją siedzibę w pawilonie wielofunkcyjnym,
- Ochotnicza Straż Pożarna,
- klub piłkarski „Węgrzcanka”,
- ośrodek zdrowia,
- poczta,
- bank spółdzielczy,
- kawiarnia.

Węgrzce Wielkie wraz z okolicznymi wsiami: Kokotowem, Małą Wsią, Śledziejowicami oraz Strumianami wchodzą w skład parafii w Strumianach.

## Sport
Od 1925 we wsi działa klub LKS Węgrzcanka. Jego wychowankiem jest m.in. Kazimierz Kmiecik.

## Komunikacja
Z Węgrzc Wielkich można dostać się do pobliskiej Wieliczki, Krakowa, a także do Niepołomic albo do Małego Płaszowa przez Grabie, Brzegi i Rybitwy. Z Wieliczki do Węgrzc Wielkich można dostać się na pięć sposobów:
1) samochodem – do 15 minut,
2) autobusem miejskim (Wieliczka): W1 (na trasie Wieliczka Rynek, Kopalnia – Węgrzce Wielkie (pętla), jadąc w stronę Zakrzowa,
3) autobusem aglomeracyjnym 301 (na trasie Niepołomice Dworzec – Podgórze SKA). Dojście do Węgrzc Wielkich możliwe z przystanku Zakrzów (N/Ż) lub Mała Wieś (N/Ż) – z tego przystanku możliwy dojazd linią W1 bezpośrednio do centrum Węgrzc Wielkich,
4) autobusem aglomeracyjnym 234 (od 1 czerwca 2019), kursującym na trasie Nowy Bieżanów Południe – Węgrzce Wielkie (pętla). Od 1 lutego 2005 do  31 maja 2019 jako linia 243 (obecnie kursuje na trasie Borek Fałęcki – Skawina),
5) busem prywatnego przewoźnika TK BUS można dostać się (z przesiadką przy skrzyżowaniu w Kokotowie) na linię 234, do Wieliczki lub Nowej Huty. TK BUS kursuje na trasie Wieliczka – Kokotów – Brzegi – Rybitwy – krakowski Szpital Stefana Żeromskiego – Szpital Rydygiera.
Do Węgrzc Wielkich można również dojechać pociągiem z Rzeszowa, Tarnowa i Krakowa. Obecnie jeden tor jest wyłączony z powodu remontu linii kolejowej.